# Mimoza Kusari-Lila
Mimoza Kusari-Lila, née le 16 octobre 1975 à Gjakovë au Kosovo, est une femme politique kosovare.

## Biographie
Elle est vice-Première ministre, ministre du Commerce et de l'Industrie de 2011 à 2013, maire de Gjakovë depuis 2014 et présidente du parti L'Alternative depuis 2017.

### Vie personnelle
Mariée à Arben Lila, elle a deux enfants.